# Gieorgij Giełaszwili
Gieorgij Kakojewicz Giełaszwili, ros. Георгий Какоевич Гелашвили (ur. 30 sierpnia 1983 w Czelabińsku) – rosyjski hokeista, reprezentant Rosji, trener.

## Kariera zawodnicza
- Traktor Czelabińsk (1999-2003)
- Kazakmys Karaganda (2003-2006)
- Traktor Czelabińsk (2006-2008)
  -  Mieczeł Czelabińsk (2008)
- Łokomotiw Jarosław (2008-2010)
- Mietałłurg Magnitogorsk (2010-2013)
- Torpedo Niżny Nowogród (2013-2014)
- Jugra Chanty-Mansyjsk (2014-2016)
- Saryarka Karaganda (2016-2018)
  -  HK Temyrtau (2016/2017)
- Jermak Angarsk (2018/2019)

Wychowanek Traktora Czelabińsk. Od 2010 do 30 kwietnia 2013 zawodnik Mietałłurga Magnitogorsk. Od 1 maja 2013 zawodnik Torpedo Niżny Nowogród, związany dwuletnim kontraktem. Od grudnia 2014 do kwietnia 2016 zawodnik Jugry Chanty-Mansyjsk (wraz z nim Pawieł Walentienko, w toku wymiany za Michaiła Biriukowa i Aleksieja Piepielajewa). Od 2016 do maja 2018 zawodnik Saryarki Karaganda. W październiku 2018 przeszedł do Jermaka Angarsk.

## Kariera trenerska
W sezonie 2019/2020 był trenerem bramkarzy juniorskiej drużyny Biełyje Miedwiedi Czelabińsk. W sezonie 2021/2022 był trenerem rozwojowym w macierzystym Traktorze, a w połowie 2022 został trenerem bramkarzy tamże.

## Sukcesy
Klubowe
- Złoty medal mistrzostw Kazachstanu: 2006 z Kazakmys Sätbajew
- Srebrny medal mistrzostw Rosji: 2009 z Łokomotiwem

Indywidualne
- KHL (2008/2009):
  - Mecz Gwiazd KHL
  - Najlepszy bramkarz miesiąca – marzec 2009
  - Czwarte miejsce w klasyfikacji skuteczności interwencji w sezonie zasadniczym: 93,3
  - Pierwsze miejsce w klasyfikacji zwycięstw meczowych wśród bramkarzy w sezonie zasadniczym: 30
  - Czwarte miejsce w klasyfikacji skuteczności interwencji w fazie play-off: 93,5
  - Czwarte miejsce w klasyfikacji średniej goli straconych na mecz w fazie play-off: 1,75
  - Pierwsze miejsce w klasyfikacji meczów bez straty gola wśród bramkarzy w fazie play-off: 5
  - Pierwsze miejsce w klasyfikacji zwycięstw meczowych wśród bramkarzy w fazie play-off: 13
  - Najlepszy Bramkarz Sezonu
  - Złoty Kask (przyznawany sześciu zawodnikom wybranym do składu gwiazd sezonu)
- KHL (2009/2010):
  - Najlepszy bramkarz miesiąca – listopad 2009
  - Piąte miejsce w klasyfikacji skuteczności interwencji w sezonie zasadniczym: 92,6%
  - Drugie miejsce w klasyfikacji meczów bez straty gola w sezonie zasadniczym: 6
  - Piąte miejsce w klasyfikacji skuteczności interwencji w fazie play-off: 93,3%
  - Czwarte miejsce w klasyfikacji średniej goli straconych na mecz w fazie play-off: 1,89
  - Mecz Gwiazd KHL
- KHL (2010/2011):
  - Piąte miejsce w klasyfikacji skuteczności interwencji w fazie play-off: 92,9%
- KHL (2013/2014):
  - Czwarte miejsce w klasyfikacji skuteczności interwencji w sezonie zasadniczym: 93,9%
  - Trzecie miejsce w klasyfikacji średniej goli straconych na mecz w sezonie zasadniczym: 1,60